# Vejborka
Vejborka je vodní tok 4. řádu v okrese Praha-Východ. Vlévá se zprava do Sázavy na jejím 42. říčním kilometru jako její po proudu 120. přítok. Spojuje sídla Ondřejov a Hvězdonice, v jejím povodí se nachází sídla Ondřejov a Kaliště. Údolí Vejborky je spojeno s historií trampingu a vznikem legendární skupiny Kučerovci. Na trampskou historii navazuje rozvoj chatové osady Merida. 

## Geologický vývoj
Údolí Vejborky se začalo formovat v mladších třetihorách zhruba před 20 miliony let. Geologické podloží oblasti tvoří vyvřelé horniny středočeského plutonu s ostrovy metamorfovaných hornin, ohraničených Blanickou brázdou. V případě povodí Vejborky se jedná o ostré výběžky tzv. Choceradského ostrova. Stejně jako u všech toků v oblasti, i v povodí Vejborky voda nacházela preferenční cestu v ostrovní zóně. Tu našla jednak nad svým budoucím údolím, ale i nad budoucí roklí svého největšího přítoku, pravostranného Kališťského potoka. Voda, sbíraná na ploše povlovně denudovaných svahů vyvřelých hornin, vyhloubila v metamorfovaných horninách úzké koryto s charakteristickým profilem ostrého V.

## Geografie povodí
Povodí Vejborky tvoří rozvodí pouze s přímými či nepřímými přítoky Sázavy. Jsou to Lensedelský potok na západě, Šmejkalka (přítok Mnichovky) na severozápadě, Zvánovický potok (přítok Jevanského potoka na severu), Seradovský potok na východě a Oborský potok na jihovýchodě. Délka toku je 3,91 km, plocha povodí 5,073 km2. Tok nemá sledovaný vodočet a průtok lze pomocí odtokového koeficientu oblasti odhadovat mezi 15–20 l/s.

### Průběh toku
Za pramen toku se považuje vývěr na louce na jižním okraji sídla Ondřejov v nadmořské výšce 429 metrů. Na svém počátku teče téměř kilometr jako úzká a poměrně přímá luční strouha s rovným hlinitým dnem Od soutoku s nevýrazným pravostranným přítokem, odvodňujícím severozápadní část povodí se charakter toku mění. Potok vtéká natrvalo do lesního společenství, začíná tvořit meandry a tůně s přepady. Krátce nato přibírá zleva přítok srovnatelných parametrů a charakter potoka již zůstává stejný až do ústí. Pouze pravidelně roste průtok a výrazně se zvětšuje hloubka a strmost údolí. Koryto mívá často kaňonovitý charakter, ve spodní části k němu sestupují četné pravostranné rokle. Nejvýraznější z nich přivádí Kališťský potok. Rozdíl mezi potokem a hranou údolí převyšuje 90 metrů. Po opuštění údolí zbývá k řece již jen několik desítek metrů. Do Sázavy ústí zprava těsně pod Hvězdonickým jezem v nadmořské výšce 275 metrů.

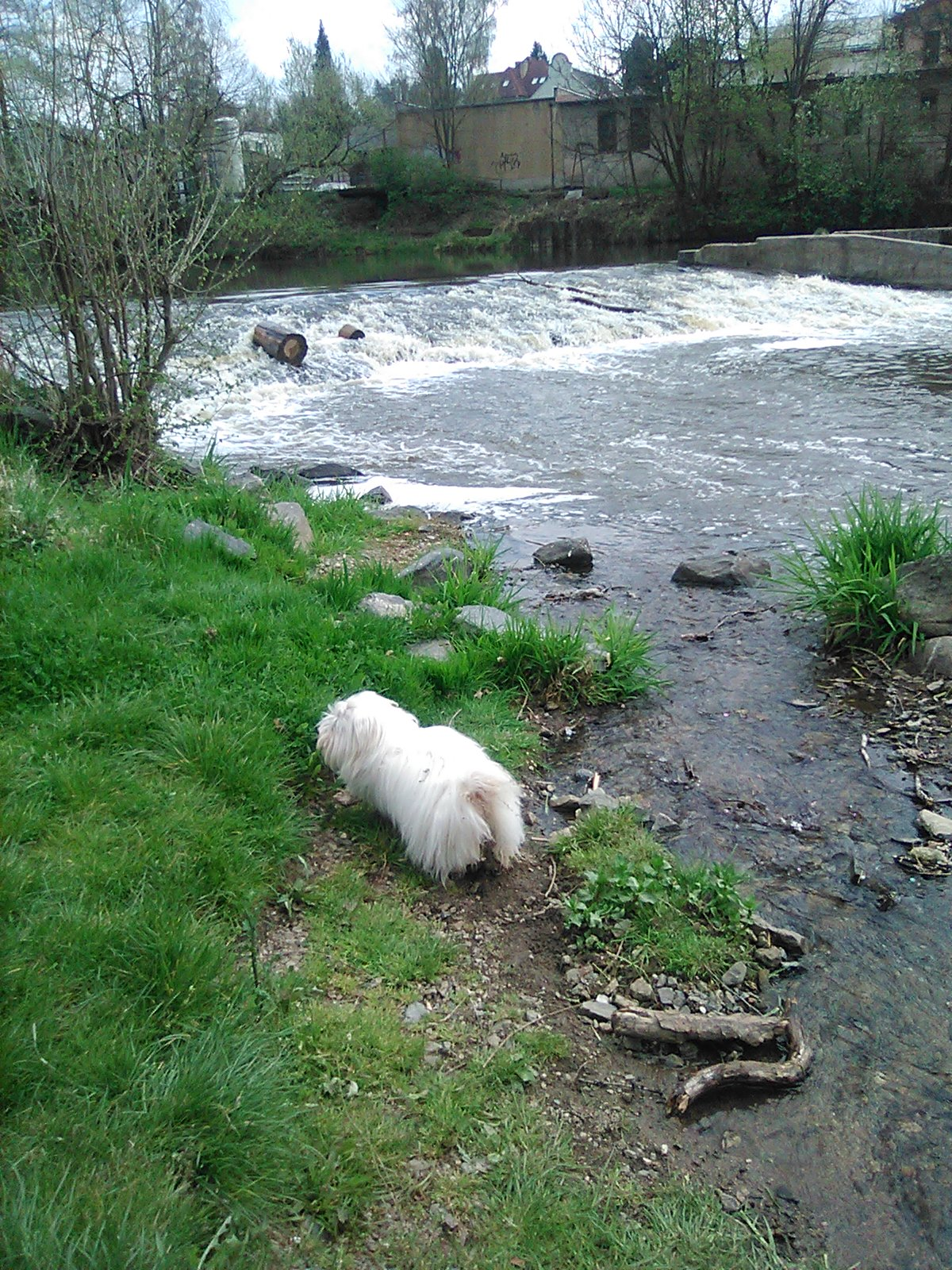
Vejborka míří přímo pod jez

### Povodně
Většina povodí Vejborky je tvořena zemědělskou půdou. Lesní společenství údolí nemá vzhledem k strmosti svahů rovněž žádnou akumulační schopnost. Vejborka je tak zařazena mezi malé vodní toky, u nichž kulminační odtokový koeficient přesahuje 4,4 m3/s/km2. V takových případech může mít Vejborka větší průtok než Sázava. Nánosy jejích sedimentů odkloňují vody z pravého jezového pole kolmo k hlavnímu proudu řeky. Jedinou obranou proti povodním z letních lijáků je výběr plodiny pro osev povodí. Během léta 2002, při osázení levobřežního povodí kukuřicí, došlo ke katastrofálním povodním 2 x za sebou.

### Studánky

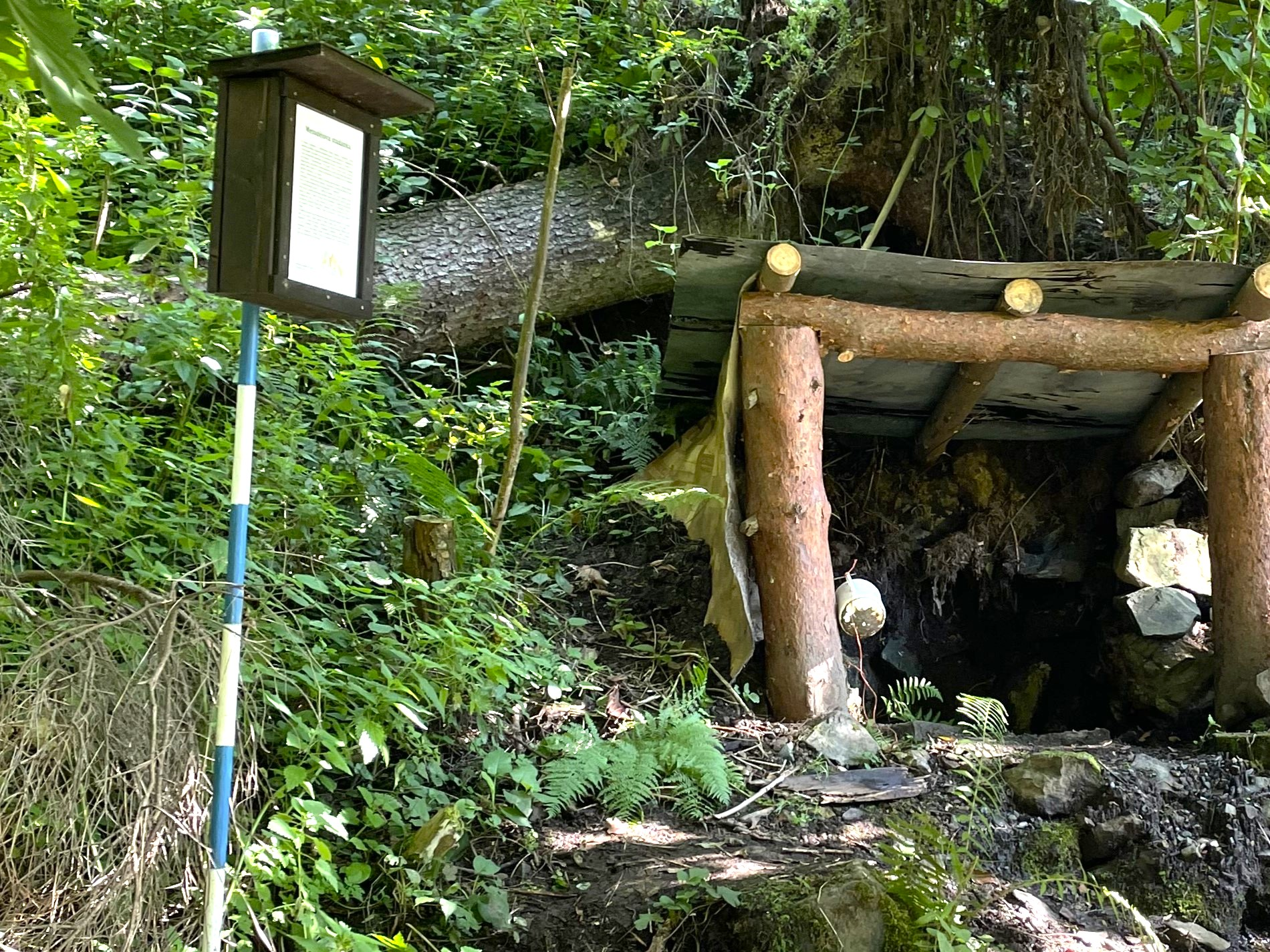
Metodějova studánka

Z důvodů výrazné puklinové preference transportu podzemních vod vyvěrají po obou březích potoka četné prameny, které daly vzniknout mnohým studánkám. Jejich nevšední četnost byla jedním ze zdrojů rozvoje trampingu a pozdějšího rozvoje chatové osady. Studánky jsou předmětem místní turistiky i rekreace doposud. Nejznámější jsou po proudu Očnice (Neřádovka), Trojstudánka a Merida. Nejčastěji navštěvovaná je nejníže položená Metodějova studánka.  

### Lesy
Strmost údolí nedovolovala zemědělské využití a lesy jsou tak historickou součástí údolí potoka. Převažující dřevinou v korytě potoka je olše lepkavá, stěny údolí jsou porostlé smíšenými lesy. Mezi jehličnany mírně převažuje borovice lesní, mezi listnáči dub a habr. Strmé svahy jsou zpevněny v celém údolí lískou. Lesní porosty se vyvíjely plynule s citlivou probírkovou těžbou, chráněné okolními svahy orné půdy před větry. Katastrofální sucho v roce 2018 zničilo významnou část jehličnatých dřevin a po jejich vytěžení se objevily průseky v podobě otevřených cest pro vítr. Vytěženy byly i zdravé mohutné smrky v nejspodnější části údolí, které byly zábranou pro vstup větru do údolí z jihu. Supercela, která v červnu 2022 pustošila v úzkých pásech území od Zlenic po Chocerady, pronikla do údolí Vejborky z jihu i západu a v krátkém okamžiku jí za oběť padly všechny stromy, které se na její trase vyskytly. Poškozeny byly desítky chat, turistická trasa z Kaliště do Hvězdonic se stala neprůchozí po mnoho měsíců a v původní podobě již nebyla obnovena. Ve vytěžených pásech vznikají po průchozích lesích nepropustné křoviny s hojným výskytem černé zvěře. V těžko dostupné kaliště se mění i oblast kolem studánky Očnice.  

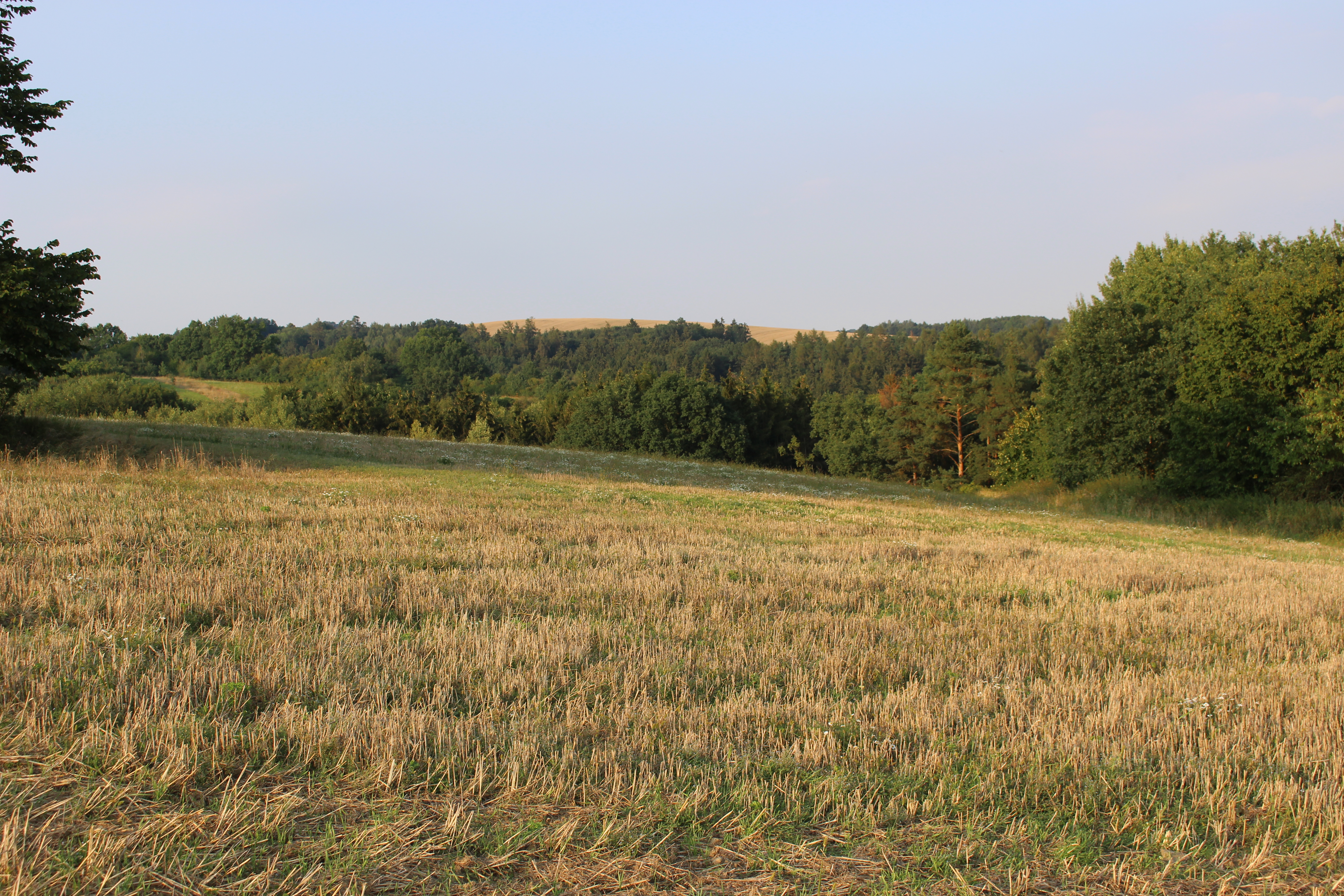
Lesy Kališťského potoka, za nimi lesy Vejborky
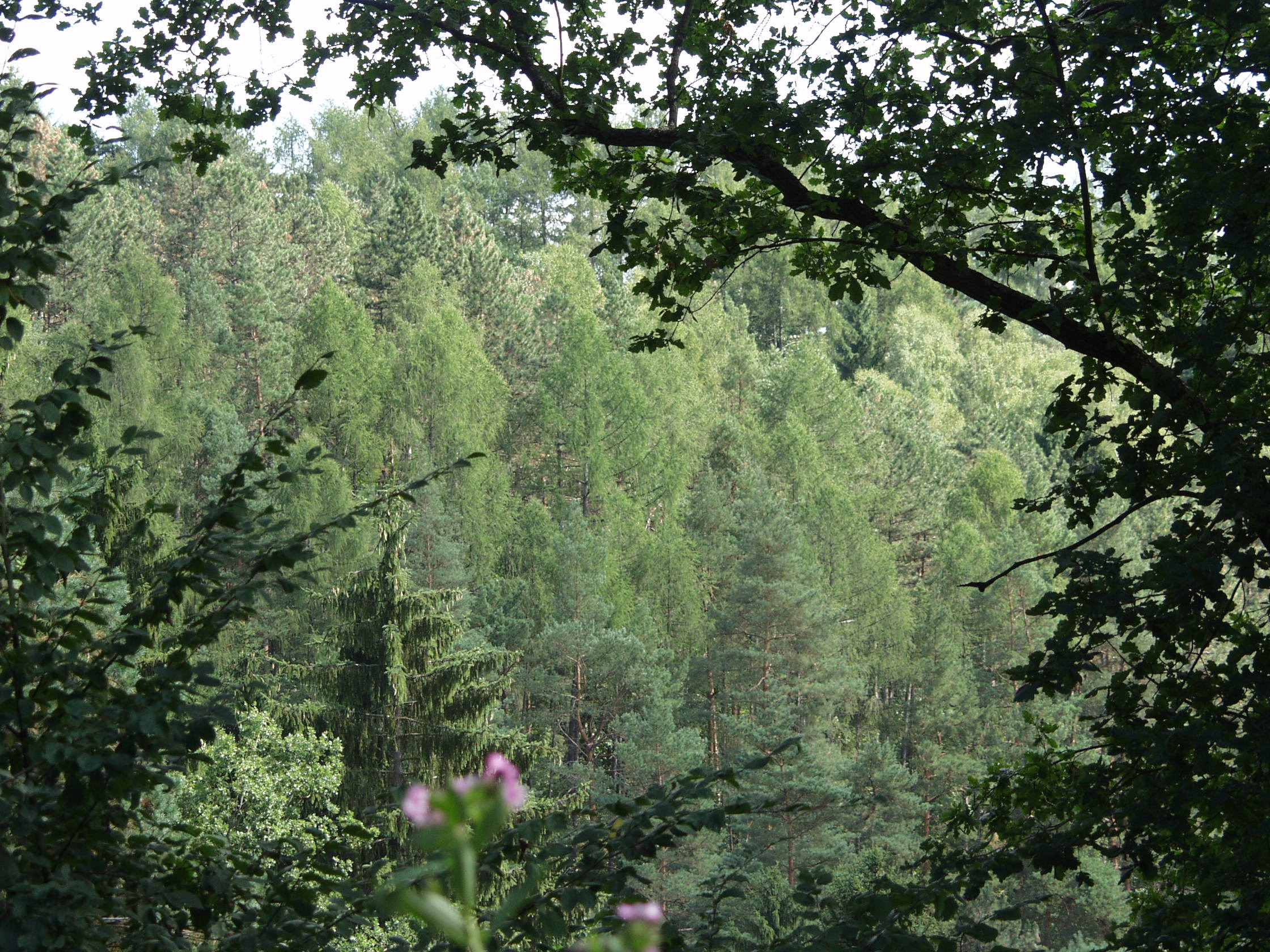
Pohled na levý svah skrze stromy pravého svahu
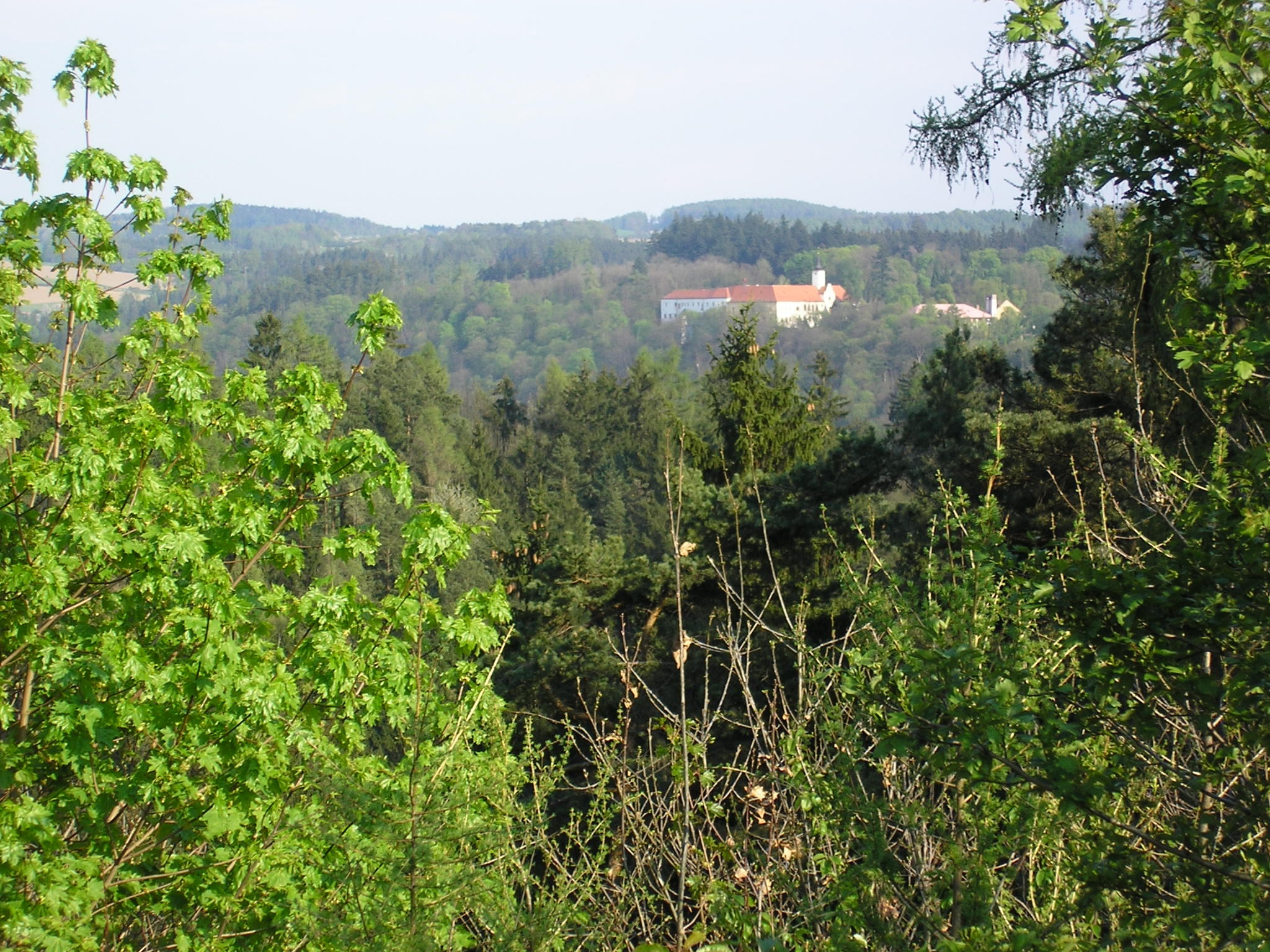
Za údolím Vejborky a Sázavy vykukuje Komorní hrádek
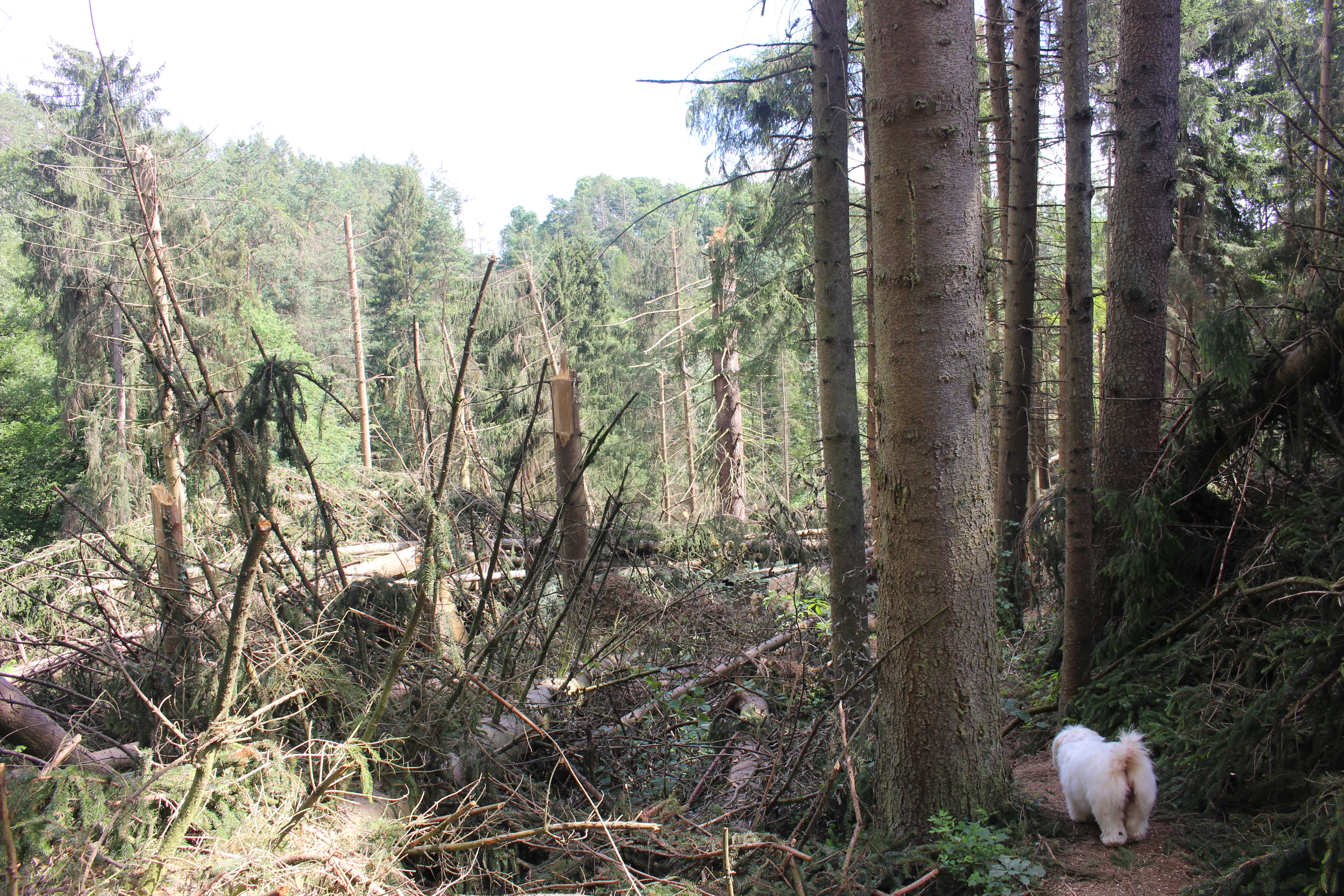
Červenec 2022- ještě měsíc po katastrofě
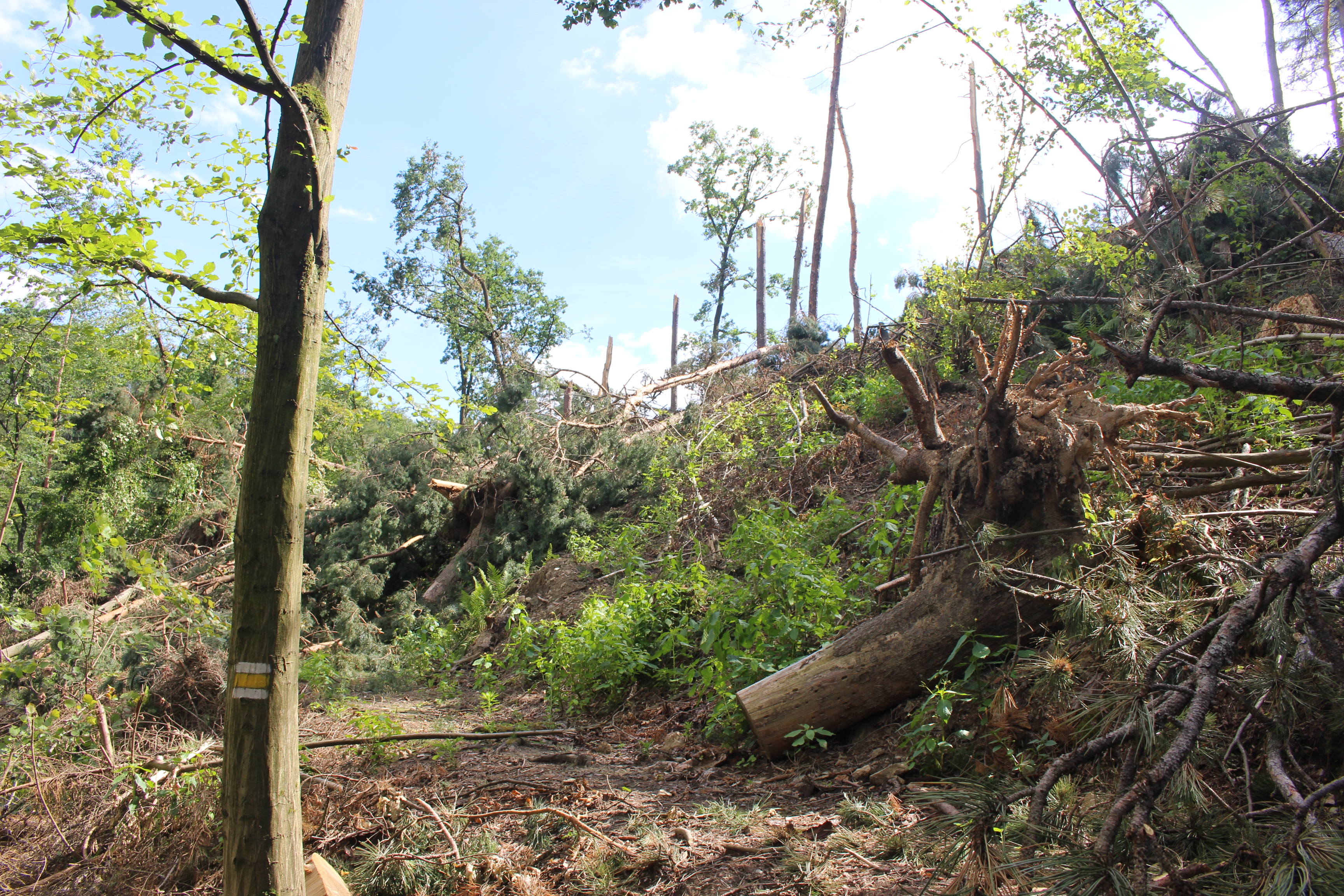
Žlutá trasa tady na dlouhou dobu končí

### Okolí kaňonu Vejborky
Povodí nad zalesněným kaňonem Vejborky tvoří mírně zvlněná krajina s výrazným podílem orné půdy. Vzhledem k převýšení na údolím Sázavy poskytuje pohledy do širokého okolí. Nejvýraznějšími dominantami jsou vrchy Vepří, Čerčanský chlum, Častovka a Trkotínský hřbet, stavební dominantou je Komorní Hrádek, v opačném pohledu kupole a radary Ondřejovské hvězdárny. Pohledy ze západních oblastí narušuje dálnice, která pod Hvězdonicemi překonává Sázavu. Celé povodí Vejborky lze přehlédnout z míst u jižního okraje Ondřejova. 

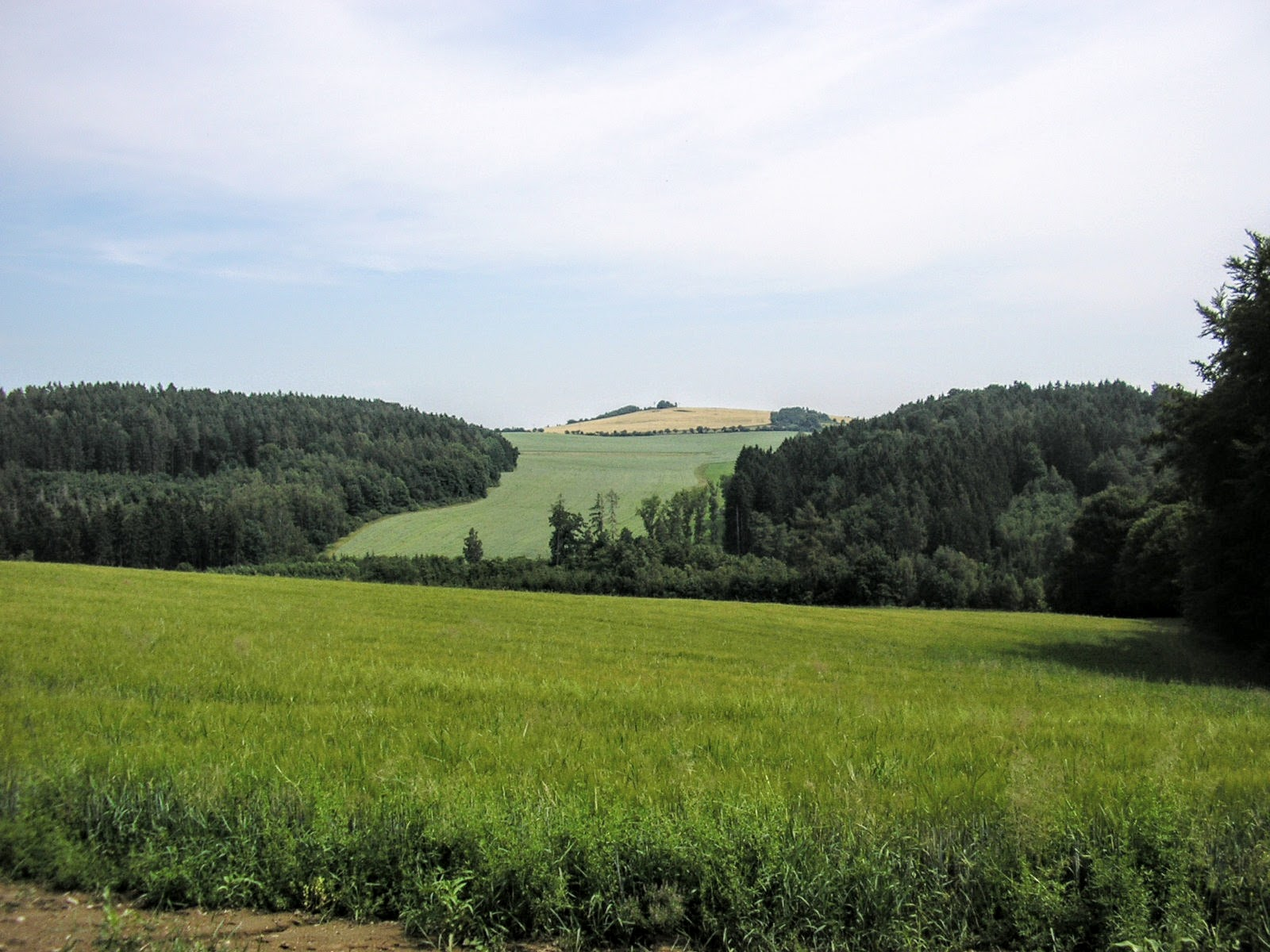
Povodí horní Vejborky
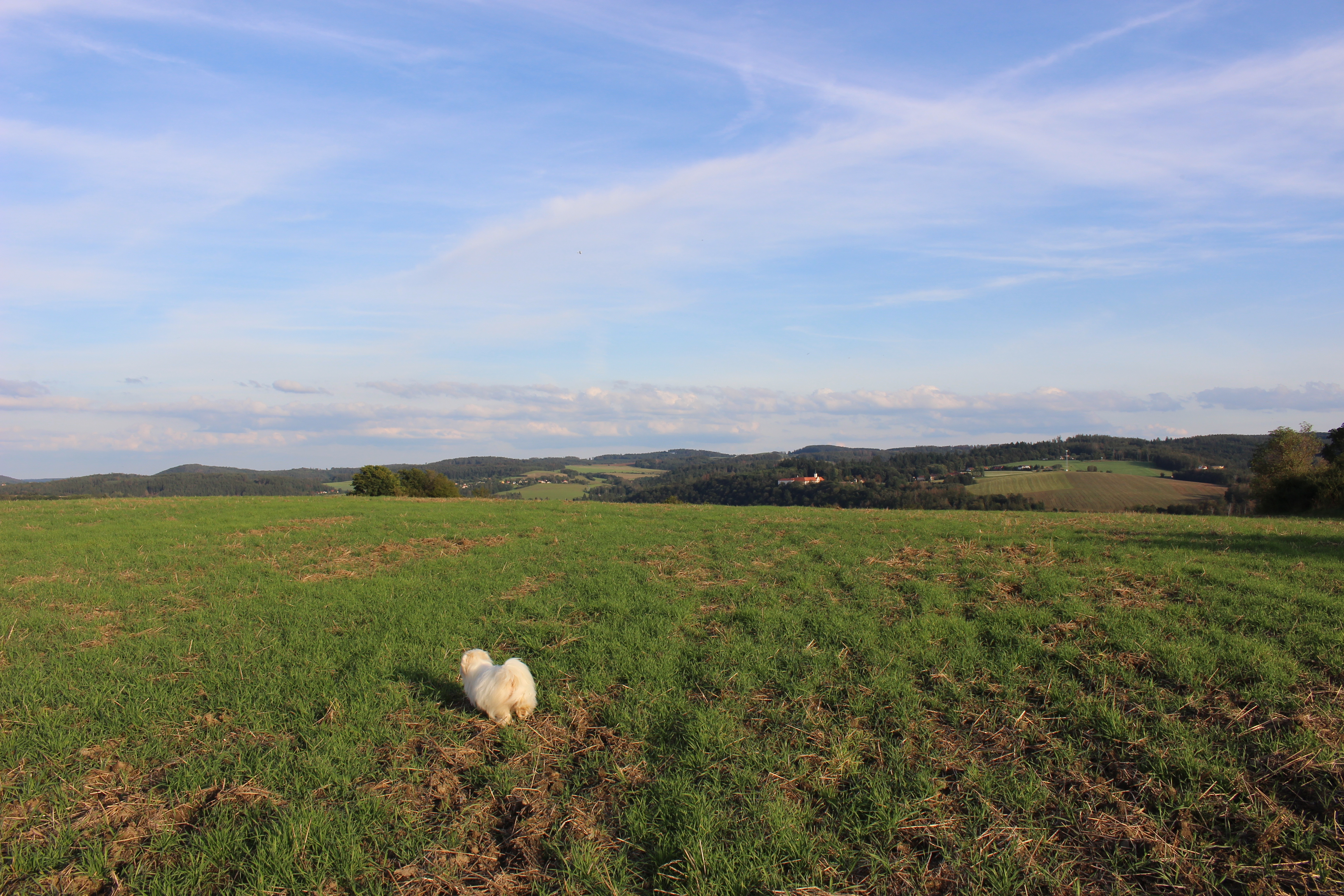
Pohledy do Posázaví z rozvodí
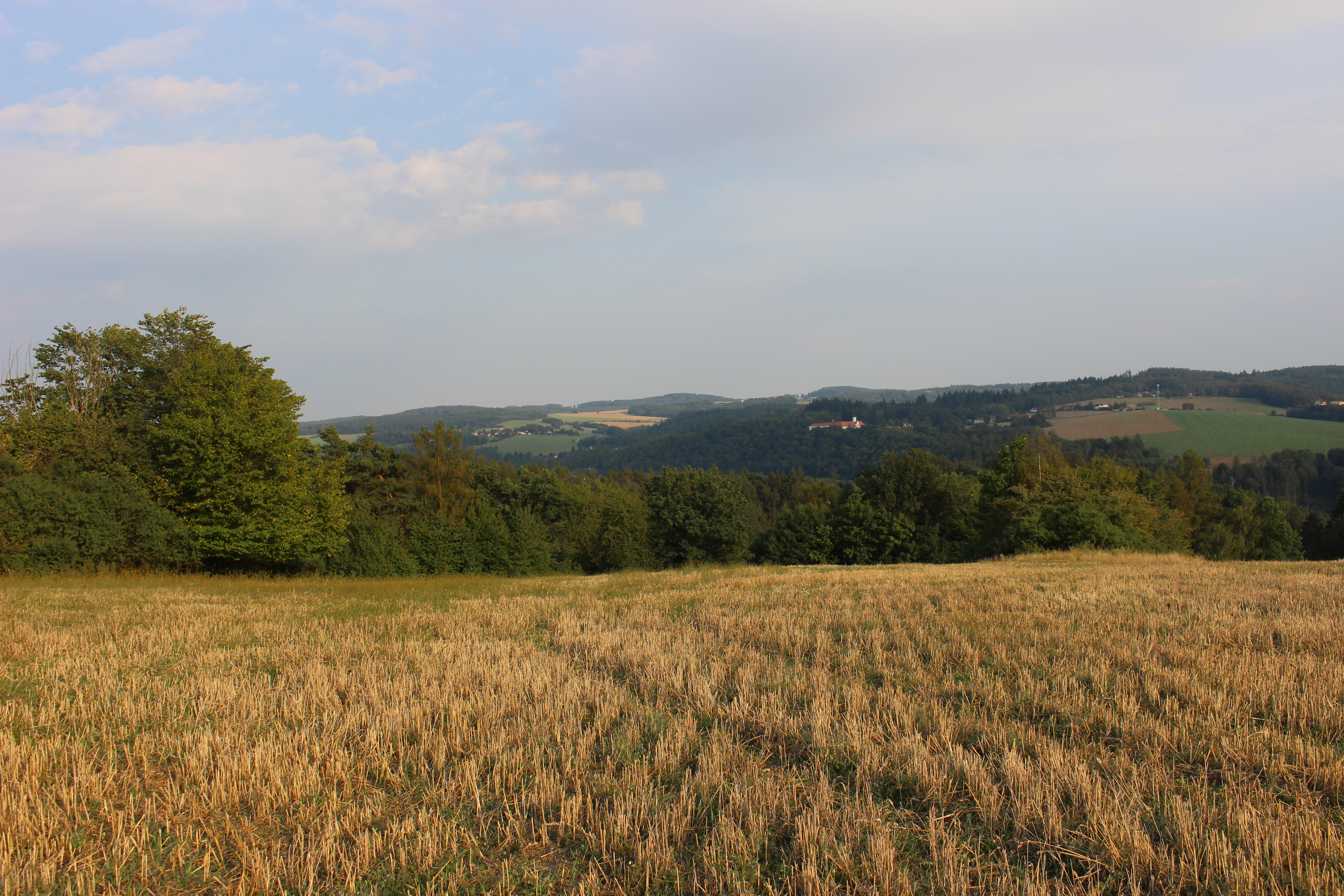
V dáli Komorní Hrádek
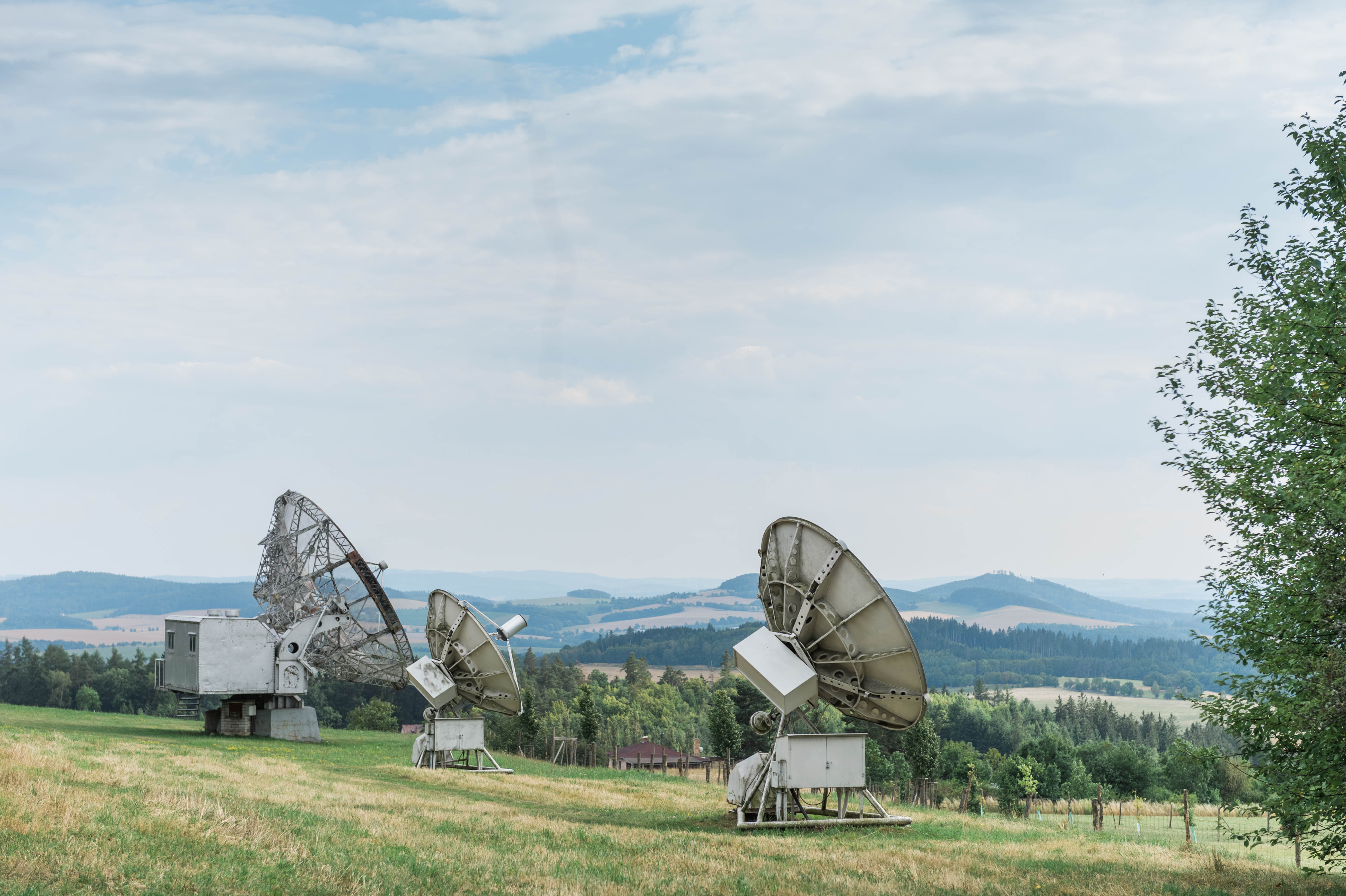
Nejvyšší bod povodí je v areálu astronomické observatoře v Ondřejově
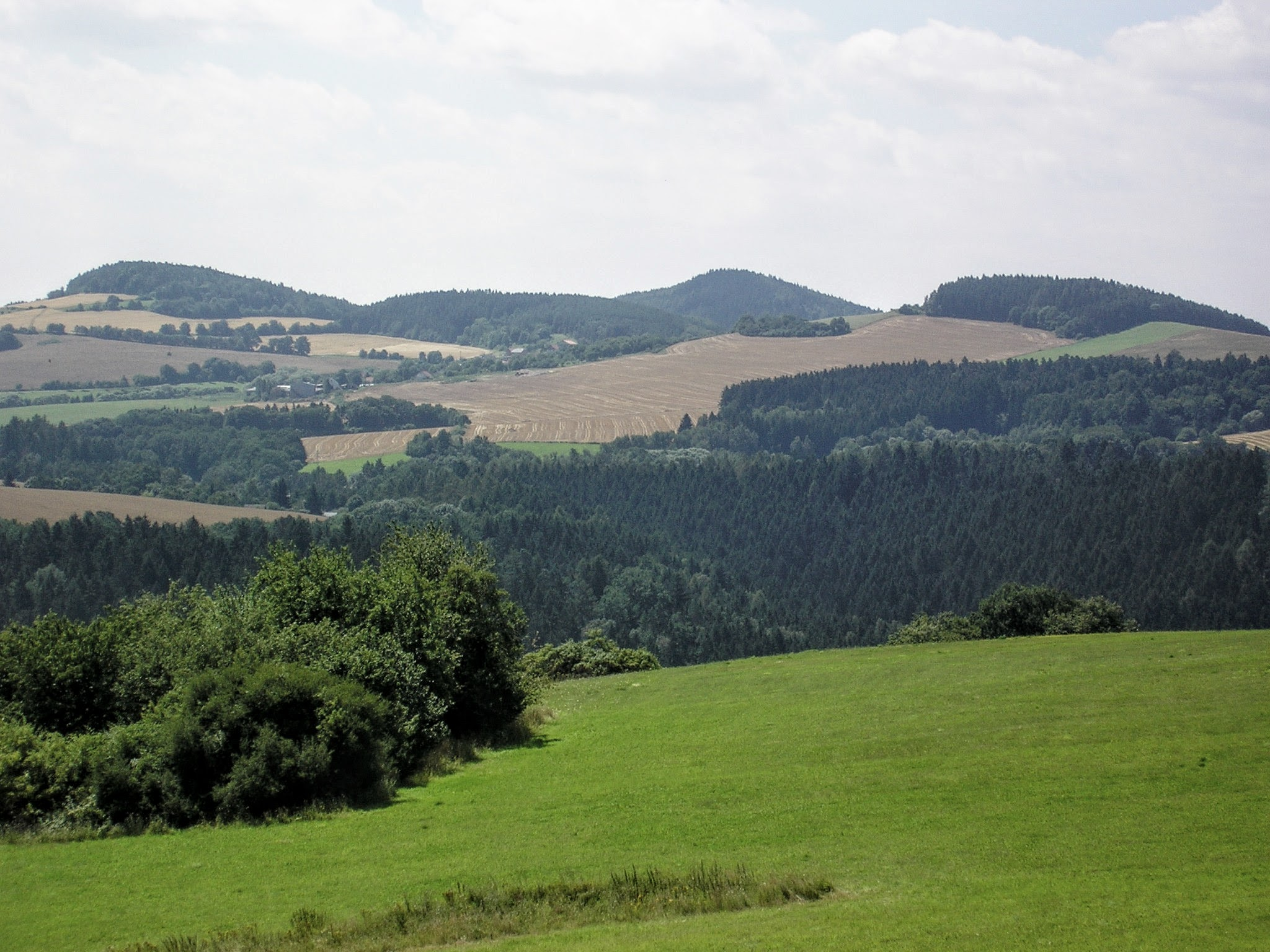
Pohled z rozvodí na  Vepří, Čerčanský chlum, Častovku a Trkotín

## Dějiny osídlení údolí
Přestože údolí Vejborky poskytovalo přímé spojení mezi Ondřejovem a Sázavou, jako dopravní tepna se nevyvíjelo. Komunikační spoje se budovaly po rozvodí, na východě směrem do Chocerad a na západě směrem do Kaliště a Poddubí. Frekventované však bylo ústí Vejborky. Hvězdonický jez vždy představoval zastávku na voroplavební cestě, poptávající alespoň minimální zázemí. Rušnost místa prudce zvýšilo dobudování železnice Čerčany – Světlá nad Sázavou a její stanice ve Hvězdonicích v roce 1901. Následně v roce 1903 byla založena Hvězdonická šroubárna. Spolu s rostoucím počtem obyvatel Hvězdonic narůstalo i povědomí o údolí na druhém břehu řeky.

### Údolí Vejborky a trampské hnutí
Ve dvacátých letech 20. století na Hvězdonické nádraží již pravidelně mířili trampové, a to převážně z jihovýchodních čtvrtí Prahy. Nejstarší osada na Sázavě vznikla právě u Hvězdonic, logicky na stejném břehu, na jakém se nalézá železnice. Vznikla podél potoka Doubravice, který teče proti Vejborce a vlévá se do Sázavy u jezu poddubského. Tuto osadu jménem Hurikán založil organizátor českého trampingu Josef Peterka, proslulý pod pseudonymem Bob Hurikán. Jeho pozornost se vzápětí obrátila i ke druhému břehu Sázavy u jezu hvězdonického. Romantické a strmé údolí Vejborky se v krátké době stalo známým pojmem pod názvem Údolí chroustů na Zlaté řece. Trampové zde nejdříve přespávali ve stanech či pod širákem, později vznikaly první sruby, k jejichž stavbě poskytovala materiál voroplavba. Bob Hurikán ve svých Dějinách trampingu Údolí chroustů často připomíná.

### Osada Merida
V roce 1932 pozval Bob Hurikán do Posázaví u Hvězdonic osadníky z osady Merida na Hadí řece (Kocába). Osadní život byl v té době na Kocábě již rušný a neosídlené údolí Vejborky osadníky od Kocáby natrvalo přilákalo. Tak se jméno významného mexického města dostalo mezi popisná jména související s nevýznamným českým potůčkem. Mexický název dobře koresponduje i s osudy nejvýznamnějšího osadníka, Václava Kučery. Ten se právě zde seznámil s havajskými kytarami, vyráběnými osadníkem Milošem Tůmou. Za války byl Kučera pozván trampem z Hvězdonic Ludvíkem Pleštilem, zakladatelem skupiny Al Kanai, k účinkování v Lucerně a vojenských lazaretech. Tím byly položeny základy legendární skupiny Kučerovci, jejichž nejpopulárnější písní se stala právě mexická Cucurrucucú.  

K intenzivní výstavbě chat v údolí Vejborky dochází v poválečné euforii. Později zde vznikají i podnikové chaty (Tesla). Během socialistického období dochází k rozvoji víkendové i letní rekreace s tím, že ostroh nad soutokem Otce potoků a Matky řek nabízí vyhlášené koupání. Jako u většiny osad v okolí Prahy, snižuje se romantický nádech vlivem elektrifikace, výskytem automobilů, v některých místech i hlukem z dálnice. Většina chat vznikla na pozemcích majitelů z Kaliště. Z tohoto důvodu je osídlena pouze pravobřežní část údolí. Levobřežní svahy nejsou výstavbou nijak dotčené a tato skutečnost výrazně napomáhá k částečnému zachování romantiky údolí. Stejně tak výstavba rekreačních sídel na břehu řeky se odvíjí pouze od pravého břehu Vejborky zatímco od břehu levého se podél Sázavy odvíjí pásmo nedotčených skal.    

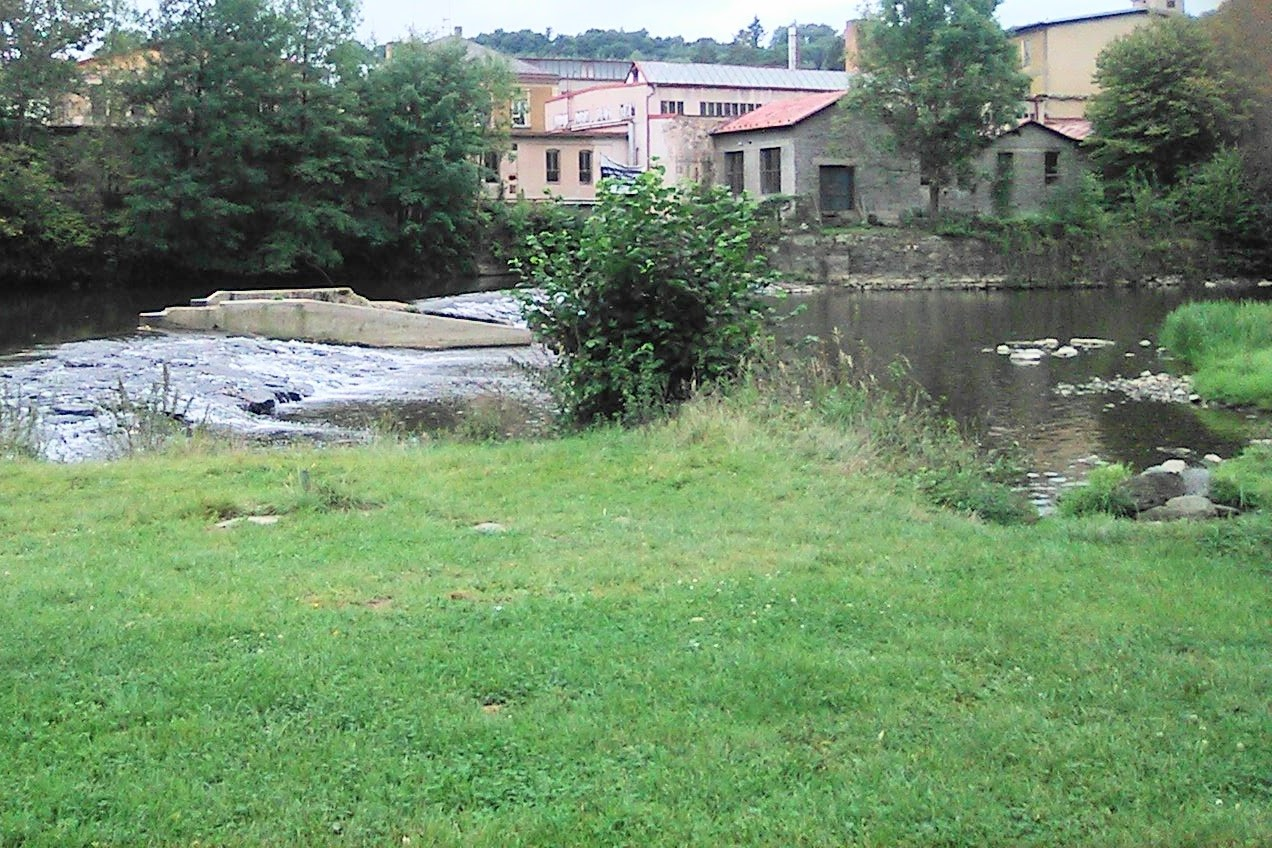
Ostroh mezi Sázavou a Vejborkou
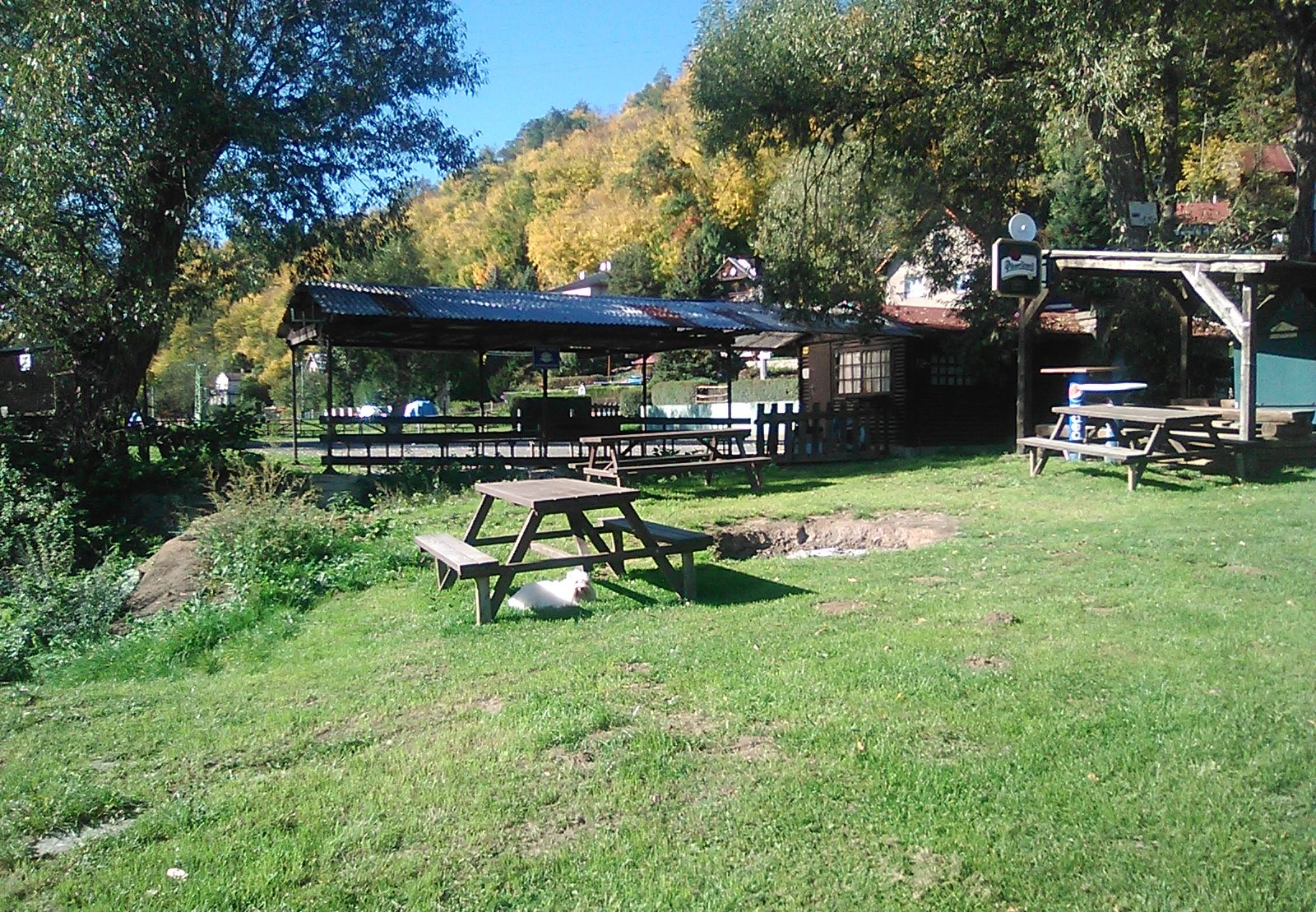
Za korytem Vejborky klubovna osady a hřiště
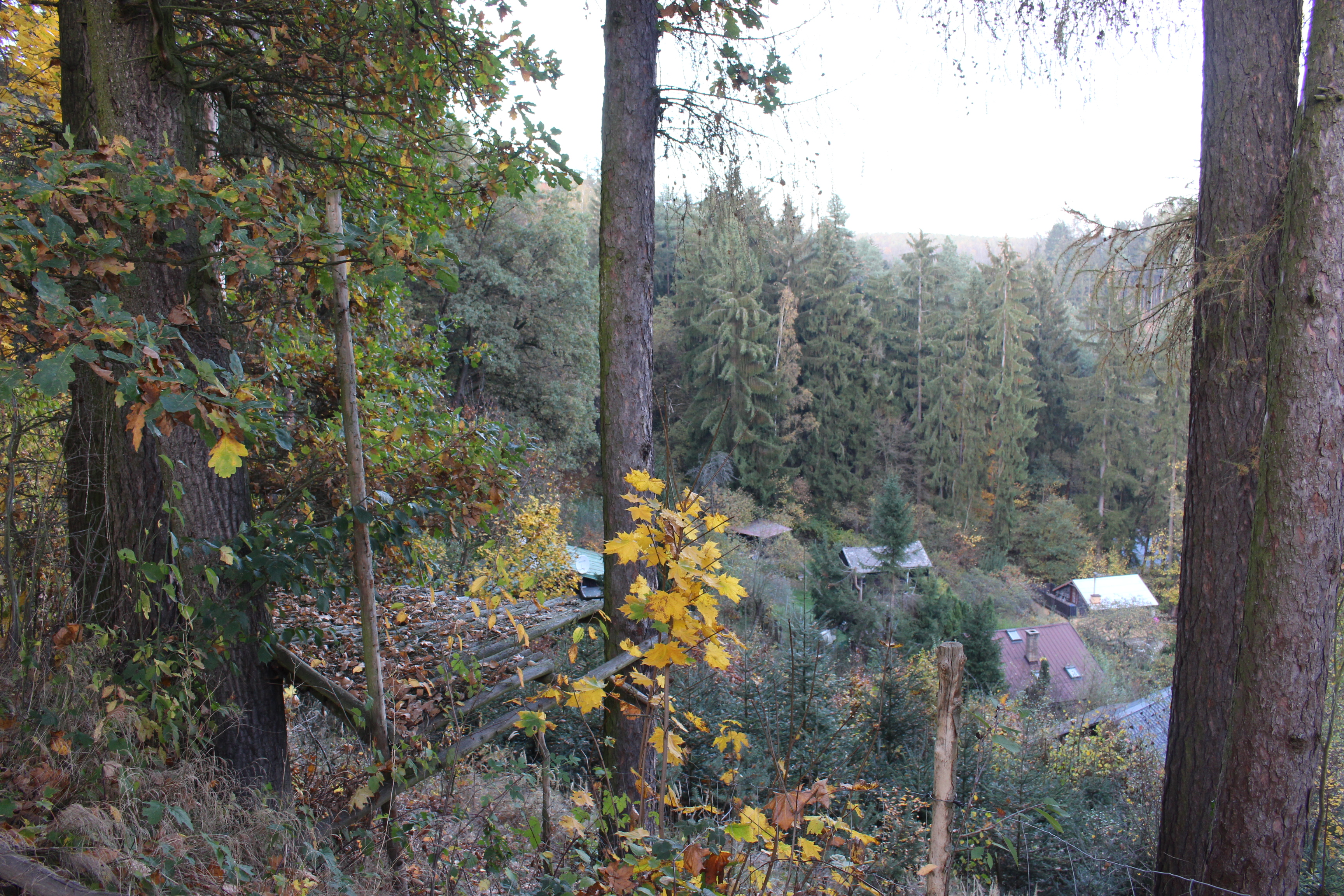
Chaty na mýtině pravého svahu Vejborky
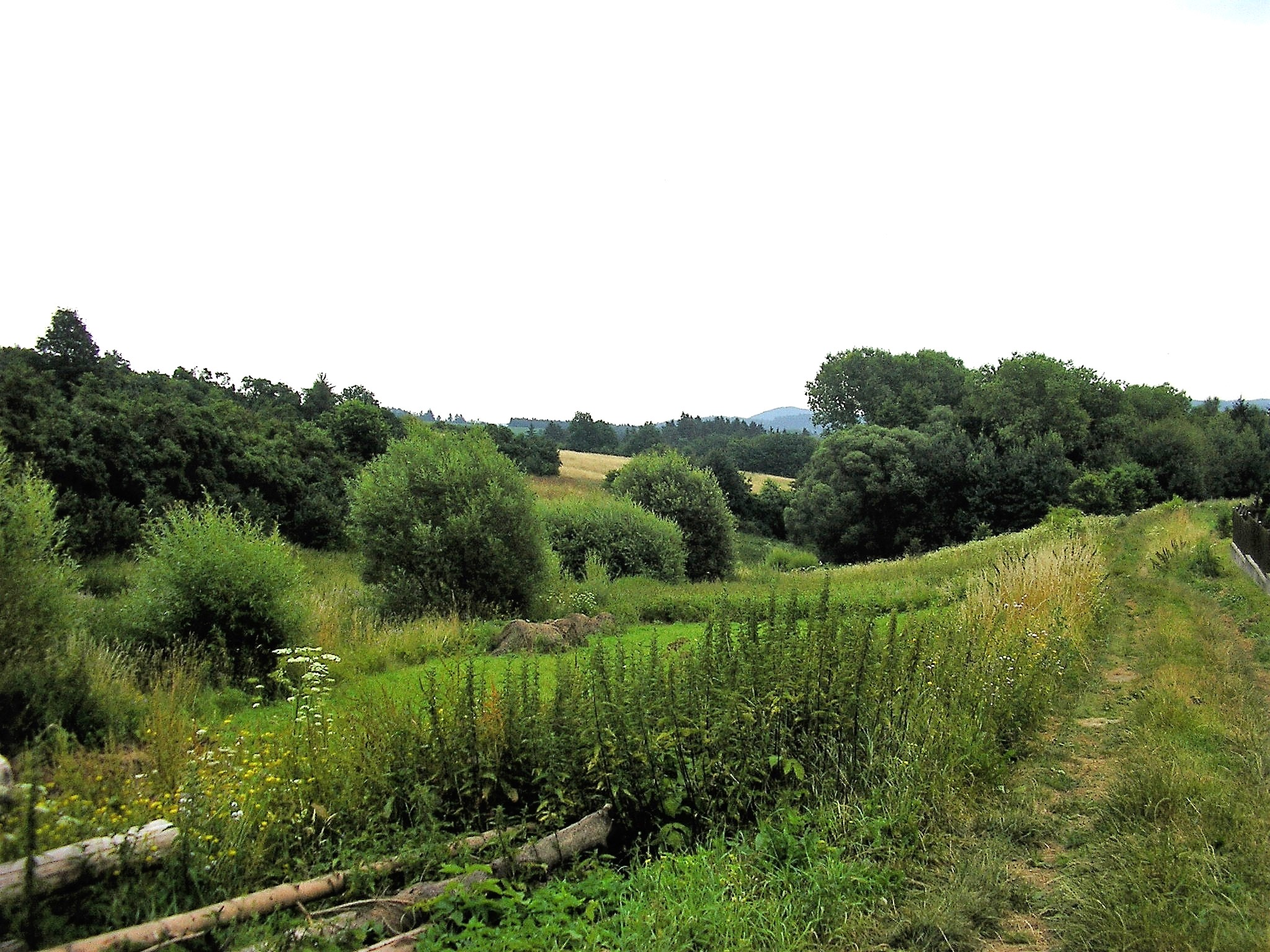
Údolí Kališťského potoka
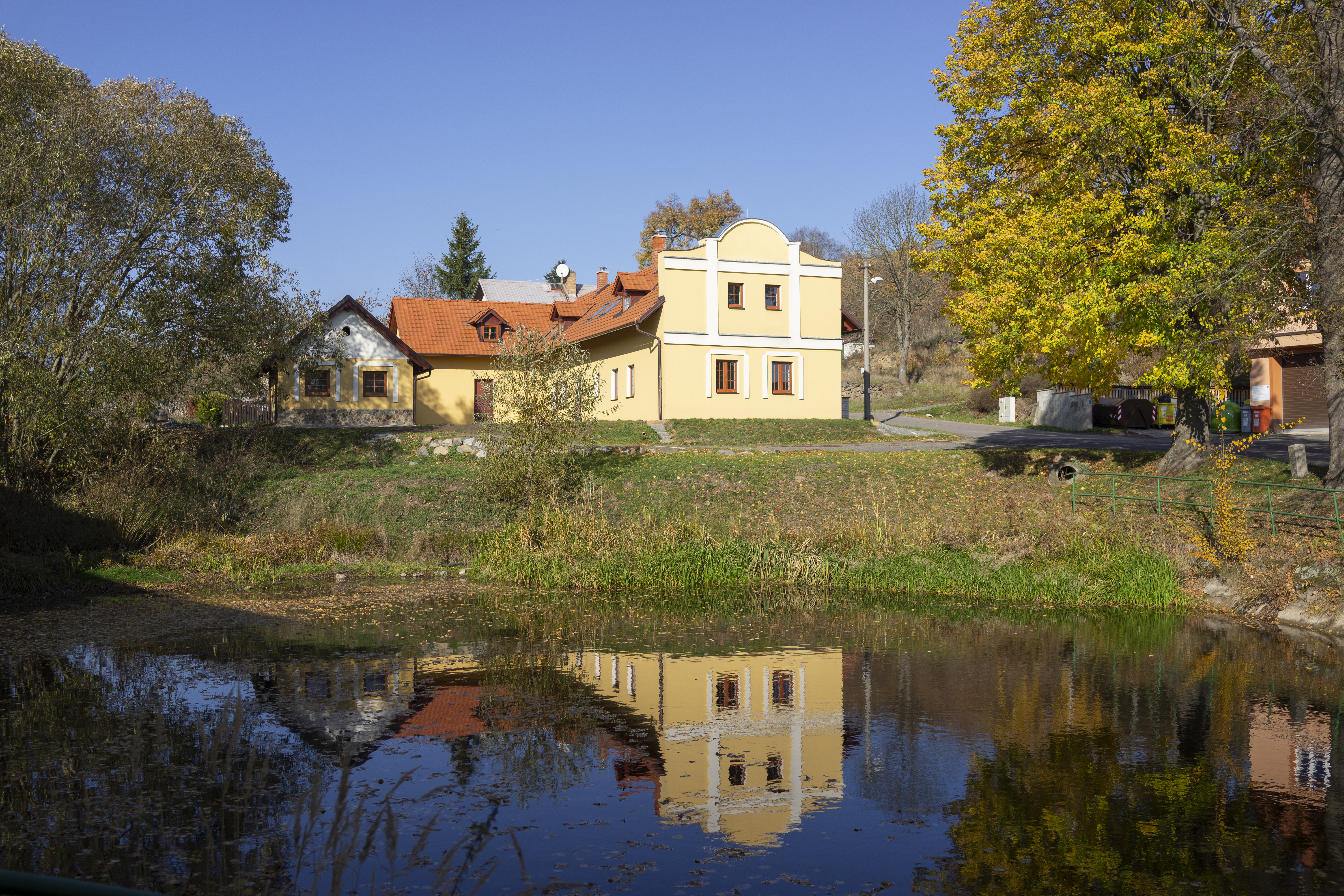
Návesní rybník v Kališti, jediné vodní dílo v povodí

## Současnost
Vejborka není vodohospodářsky významný tok, jediným vodním dílem v jejím povodí je návesní rybníček v Kališti. Po vybudování kanalizace v Kališti byla v roce 2016 vybudována na toku Kališťského potoka čistička odpadních vod. Povodí Vejborky je součástí Ladova kraje a je tak protkáno vyhledávanými turistickými trasami. Osadní život se tradičně soustředí u ústí potoka, nejoblíbenějším sportem zůstává nohejbal. Od roku 1962 se každý rok v létě pořádá nohejbalový turnaj s účastí nejlepších českých družstev. Údolím Vejborky vede od roku 1998 trasa běhu do kopce Hvězdonice-Ondřejov jako závod Poháru v běhu do Kopců v Praze a okolí a Poháru Běžec Podblanicka. 